# Campeonato Uruguaio de Futebol de 1986
O Campeonato Uruguaio de Futebol de 1986 foi a 55ª edição da era profissional do Campeonato Uruguaio. O torneio consistiu em uma competição com dois turnos, no sistema de todos contra todos. Os dois primeiros colocados na classificação, Nacional e Peñarol, se enfrentaram na final. O campeão foi o Peñarol, que venceu seu maior rival na disputa por pênaltis, após empate em 0 a 0 no tempo normal e na prorrogação.

## Classificação[2]
| Pos | Equipe               | Pts | J  | V  | E  | D  | GP | GC | SG  |
| --- | -------------------- | --- | -- | -- | -- | -- | -- | -- | --- |
| 1º  | Nacional             | 35  | 24 | 13 | 9  | 2  | 33 | 15 | 18  |
| 2º  | Peñarol              | 34  | 24 | 13 | 8  | 3  | 33 | 17 | 16  |
| 3º  | Central Español      | 28  | 24 | 10 | 8  | 6  | 26 | 20 | 6   |
| 4º  | Montevideo Wanderers | 26  | 24 | 7  | 12 | 5  | 32 | 22 | 10  |
| 5º  | Bella Vista          | 24  | 24 | 9  | 6  | 9  | 25 | 22 | 3   |
| 6º  | Progreso             | 24  | 24 | 9  | 6  | 9  | 25 | 25 | 0   |
| 7º  | Huracán Buceo        | 24  | 24 | 8  | 8  | 8  | 24 | 26 | -2  |
| 8º  | Defensor             | 22  | 24 | 7  | 8  | 9  | 28 | 31 | -3  |
| 9º  | Danubio              | 22  | 24 | 7  | 8  | 9  | 26 | 30 | -4  |
| 10º | Cerro                | 20  | 24 | 6  | 8  | 10 | 22 | 28 | -6  |
| 11º | Rampla Juniors       | 19  | 24 | 6  | 7  | 11 | 20 | 30 | -10 |
| 12º | Fénix                | 18  | 24 | 2  | 14 | 8  | 19 | 29 | -10 |
| 13º | River Plate          | 16  | 24 | 4  | 8  | 12 | 21 | 39 | -18 |

|  | Disputam a final e classificados à Liguilla Pré-Libertadores. |
|  | Classificados à Liguilla Pré-Libertadores.                    |
|  | Rebaixado à Segunda Divisão.                                  |

Promovido para a próxima temporada: Miramar Misiones.

## Final
| 6 de janeiro de 1987 | Peñarol | 0 – 0 (pro) | Nacional | Estádio Centenario, Montevidéu                        |
|                      |         | Relatório   |          | Público: 70 000 (62 123 vendidos) Árbitro: E. Filippi |

|                                                         |     | Penalidades                                               |  |
| D. Aguirre J. Herrera E. Da Silva W. Silva J. Cardaccio | 4–3 | R. Villazán M. Silvera J. Carrasco N. Saavedra G. Matosas |  |

## Liguilla Pré-Libertadores da América
A Liguilla Pré-Libertadores da América de 1986 foi a 13ª edição da história da Liguilla Pré-Libertadores, competição disputada entre as temporadas de 1974 e 2008–09, a fim de definir quais seriam os clubes representantes do futebol uruguaio nas competições da CONMEBOL. O torneio de 1986 consistiu em uma competição com dois grupos de quatro equipes, no sistema de todos contra todos em um turno. Os dois primeiros de cada grupo formaram um quadrangular final, em que os clubes novamente se encararam no sistema de todos contra todos em um turno. O vencedor foi o Peñarol, que obteve seu 8º título da Liguilla.

### Classificação da Liguilla

#### Grupo A
| Pos | Equipe          | Pts | J | V | E | D | GP | GC | SG |
| --- | --------------- | --- | - | - | - | - | -- | -- | -- |
| 1º  | Progreso        | 4   | 3 | 1 | 2 | 0 | 4  | 3  | 1  |
| 2º  | Central Español | 3   | 3 | 1 | 1 | 1 | 5  | 4  | 1  |
| 3º  | Nacional        | 3   | 3 | 0 | 3 | 0 | 3  | 3  | 0  |
| 4º  | Bella Vista     | 2   | 3 | 0 | 2 | 1 | 3  | 5  | -2 |

#### Grupo B
| Pos | Equipe               | Pts | J | V | E | D | GP | GC | SG |
| --- | -------------------- | --- | - | - | - | - | -- | -- | -- |
| 1º  | Montevideo Wanderers | 5   | 3 | 2 | 1 | 0 | 7  | 3  | 4  |
| 2º  | Peñarol              | 5   | 3 | 2 | 1 | 0 | 3  | 1  | 2  |
| 3º  | Huracán Buceo        | 1   | 3 | 0 | 1 | 2 | 1  | 3  | -2 |
| 4º  | Defensor             | 1   | 3 | 0 | 1 | 2 | 1  | 5  | -4 |

|  | Classificados à fase final. |

#### Fase final
| Pos | Equipe               | Pts | J | V | E | D | GP | GC | SG |
| --- | -------------------- | --- | - | - | - | - | -- | -- | -- |
| 1º  | Peñarol              | 4   | 3 | 1 | 2 | 0 | 5  | 3  | 2  |
| 2º  | Progreso             | 4   | 3 | 1 | 2 | 0 | 6  | 5  | 1  |
| 3º  | Montevideo Wanderers | 2   | 3 | 0 | 2 | 1 | 6  | 7  | -1 |
| 4º  | Central Español      | 2   | 3 | 0 | 2 | 1 | 6  | 8  | -2 |

|  | Campeão da Liguilla e classificado à Libertadores de 1987. |
|  | Classificado à Libertadores de 1987.                       |

## Premiação
| Campeonato Uruguaio de 1986  |
| ---------------------------- |
| Peñarol Campeão (40º título) |